# 安德魯·布賴特巴特
安德魯·詹姆斯·布賴特巴特（英語：Andrew James Breitbart，/ˈbraɪtbɑːrt/；1969年2月1日—2012年3月1日），美國極右翼保守主義新聞媒體人，以創辦保守主義媒體布賴特巴特新聞網聞名。

## 逝世
2012年2月29日，布賴特巴特走在路上突然倒下；3月1日不治死亡。這是正好是美國大選角逐當中，所以，也引發相關人士對他死亡原因有陰謀論之提出。

## 著作
- . Grand Central Publishing. April 15, 2011. ISBN 978-0-446-57282-8.
- With Ebner, Mark C. . Wiley. March 10, 2005. ISBN 978-0-471-70624-3.

## 外部連接
- 安德魯·布賴特巴特在互联网电影资料库（IMDb）上的資料（英文）
- C-SPAN內的頁面（英文）
- WorldCat 聯合目錄中安德魯·布賴特巴特的著作或與之相關的著作
- 在Find a Grave上的安德魯·布賴特巴特